# NGC 747
NGC 747 ist eine Spiralgalaxie vom Hubble-Typ Sb im Sternbild Walfisch südlich des Himmelsäquators. Sie ist schätzungsweise 241 Millionen Lichtjahre von der Milchstraße entfernt und hat einen Durchmesser von etwa 70.000 Lj.
Im selben Himmelsareal befinden sich u. a. die Galaxien NGC 713, NGC 731, NGC 755, NGC 767.
Das Objekt wurde im Jahr 1886 von dem US-amerikanischen Astronomen Francis Preserved Leavenworth entdeckt.